# Syringa sweginzowii
Syringa sweginzowii (auch Syringa tomentella subsp. sweginzowii), eine der drei Unterarten des Filzigen Flieders, ist eine Pflanzenart aus der Familie der Ölbaumgewächse (Oleaceae).

## Beschreibung
Syringa sweginzowii ist ein Strauch, der Wuchshöhen von 2,5 bis 4 Meter erreicht. Die Zweige sind kahl und im Durchschnitt vierkantig. Der Blattstiel ist 0,5 bis 2 Zentimeter lang und kahl oder fein behaart. Die Blattspreite ist 1,5 bis 4 (selten bis 8) Zentimeter lang, 1 bis 3 (selten bis 5) Zentimeter breit und eiförmig, eiförmig-elliptisch bis lanzettlich geformt. Die Blattoberseite ist glänzend und kahl. Die Blattbasis ist keilförmig bis leicht abgerundet. Der Blattrand ist bei jungen Blättern violett rot gefärbt. Die Blattspitze ist spitz bis zugespitzt. Der Blütenstand ist eine Rispe. Diese ist aufrecht, endständig oder seitenständig, 7 bis 25 Zentimeter lang und 3 bis 15 Zentimeter breit. Der Blütenstiel ist 0 bis 2 Millimeter lang. Der Kelch ist 1,5 bis 2 Millimeter groß. Die Krone ist rosa, lila bis weiß gefärbt und 0,9 bis 2 Zentimeter groß. Die Kronröhre ist 0,6 bis 1,5 Zentimeter groß, schlank und fast zylindrisch. Ihre Lappen sind eiförmig-länglich bis lanzettlich und ausgebreitet. Die Staubbeutel sind gelb und unter oder neben der Öffnung der Kronröhre eingefügt. Die Kapsel ist lang elliptisch, glatt und 1,5 bis 2 Zentimeter groß.
Die Chromosomenzahl beträgt 2n = 46 oder 48.
Die Art blüht im Mai und Juni und fruchtet im September und Oktober.

## Vorkommen
Syringa sweginzowii kommt nur in West-Sichuan, China, vor. Die Art wächst in Dickichten und Wäldern an Flussufern und Wasserläufen in Höhenlagen von 2000 bis 4000 Meter.

## Systematik
Syringa sweginzowii wurde 1910 von Bernhard Adalbert Emil Koehne und Alexander von Lingelsheim erstbeschrieben.  Synonyme sind Syringa wilsonii C.K.Schneid. und Syringa tomentella subsp. sweginzowii (Koehne & Lingelsh.) J-yong Chen & D.Y. Hong.

## Belege
- Mei-chen Chang, Lien-ching Chiu, Zhi Wei, Peter S. Green: Syringa sweginzowii. In: Flora of China. Volume 15, 1996, S. 282 online

1. ↑  Syringa sweginzowii bei Tropicos